# Mediorhynchus grandis
Espèce
Mediorhynchus grandis est une espèce d'acanthocéphales de la famille des Gigantorhynchidae.
C'est un parasite digestif d'oiseaux néarctiques découvert par Van Cleave en 1916.